# بوکستون
latitudeبوکستونlongitudeبوکستون
بوکستون (به انگلیسی: Buxton) یک شهرک در بریتانیا است که در انگلستان واقع شده‌است.

## خصوصیات
بوکستون ۲۰٬۸۳۶ نفر جمعیت دارد.

## خواهرخوانده
شهرهای Oignies، باد نواهایم و کیتو خواهرخوانده‌های بوکستون هستند.